# Hermanus Willem Witteveen
Hermanus Willem Witteveen (Boornbergum, 3 mei 1815 - Ermelo, 9 mei 1884) was een Nederlandse predikant, aanvankelijk in de Nederlandse Hervormde Kerk en vanaf 1859 van de zendingsmeente in Ermelo.

## Leven en werk
Witteveen werd in 1815 in het Friese Boornbergum geboren als zoon van de predikant Cornelis Witteveen en van Johanna Dermont. Hij studeerde theologie in Leiden en in Utrecht. Na een zesjarige loopbaan van 1838 tot 1844 in het leger waar hij de rang van sergeant-majoor bereikte pakte hij zijn studie theologie weer op. Op 30 juli 1845 toen hij in Harderwijk trouwde met de aldaar geboren Lubbertje Volten, was kandidaat  in de theologie.
In 1846 werd hij predikant van de Hervormde Kerk te Ermelo. Witteveen onderhield contacten met de Réveilbeweging. Hij raakte in conflict met het kerkelijke autoriteiten. Als voorstander van christelijk onderwijs raakte Witteveen ook in conflict met het plaatselijk hoofd van de school aan wie hij het avondmaal weigerde. De conflicten escaleerden en Witteveen werd in 1859 uit zijn ambt gezet.
Met hulp van de burgemeester en de politie werd Witteveen het preken in zijn kerk belet. Hierna stichtte hij de Zendingsgemeente en Zendingskerk in Ermelo in navolging van de eerder door ds. Jan de Liefde gestichte vrije gemeenten. Deze ontwikkeling zou mede leiden tot de stichting van de Vrije Evangelische Gemeenten. Witteveen zelf bleef echter lid van de hervormde kerk en ook zijn Zendingsgemeente sloot zich niet aan bij de in 1881 opgerichte Bond van Vrije Evangelische Gemeenten. Wel zouden enkele van zijn leerlingen, de broerd Arend en Marinus Mooij, een belangrijke rol spelen bij de vorming van deze bond.  Witteveen richtte zich vooral op activiteiten als zending en evangelisatie, hij hechtte minder belang aan kerkelijke structuren. Hij liet zich daarbij inspireren door de beweging van de hernhutters.
In 1864 stichtte ds. Witteveen ook het Huis van Barmhartigheid, een instelling voor hulpbehoevenden. De geschiedenis van het Huis, vooral de eerste periode tot 1917, wordt beschreven in een boek dat is verschenen in november 2013 en samengesteld door Luuk Buddingh, inwoner van Ermelo.
Witteveen overleed in mei 1884 op 69-jarige leeftijd in zijn woonplaats Ermelo. Naar hem is in Ermelo een weg vernoemd, de Ds. Witteveenlaan. Zijn leerling Frans Lion Cachet vernoemde de Zuid-Afrikaanse stad Ermelo naar Witteveens woonplaats.